# Emmaste kommun
Emmaste kommun (estniska: Emmaste vald) var en tidigare kommun i landskapet Hiiumaa (Dagö) i västra Estland. Kommunen var belägen på ön Dagös södra udde och vid Sölasund som är sundet som skiljer Dagö från Ösel, den större ön i söder. Kommunen låg cirka 40 km söder om residensstaden Kärrdal och 140 km sydväst om huvudstaden Tallinn. Den hade 1 102 invånare år 2011. Byn Emmaste utgjorde kommunens centralort.
Kommunen uppgick den 25 oktober 2017 i Dagö kommun.

### Karta

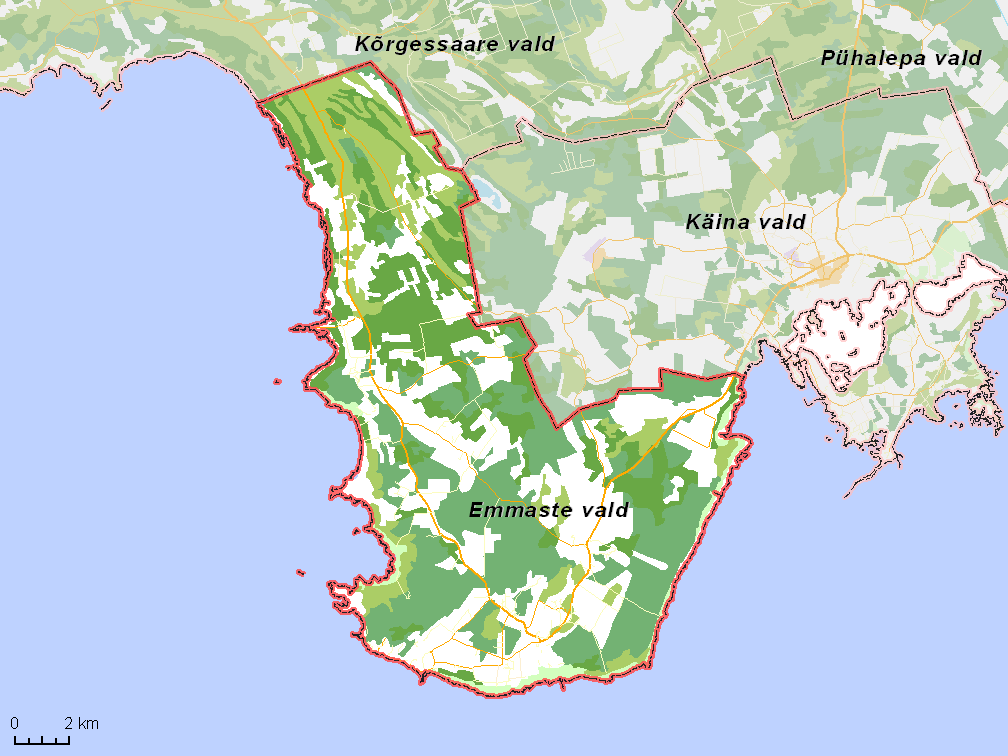
Översiktlig karta över den tidigare kommunen.

## Orter
I Emmaste kommun fanns 43 byar.

### Byar
- Emmaste (centralort)
- Haldi
- Haldreka
- Harju
- Hindu
- Härma
- Jausa
- Kabuna
- Kaderna
- Kitsa
- Kurisu (heter idag Emmaste-Kurisu)
- Kuusiku
- Kõmmusselja
- Külaküla
- Külama
- Laartsa
- Lassi
- Leisu
- Lepiku
- Metsalauka
- Metsapere
- Muda
- Mänspe
- Nurste
- Ole
- Prassi
- Prähnu
- Pärna
- Rannaküla
- Reheselja
- Riidaküla
- Selja (heter idag Emmaste-Selja)
- Sepaste
- Sinima
- Sõru
- Tilga
- Tohvri
- Tärkma
- Ulja
- Valgu
- Vanamõisa
- Viiri
- Õngu

## Galleri

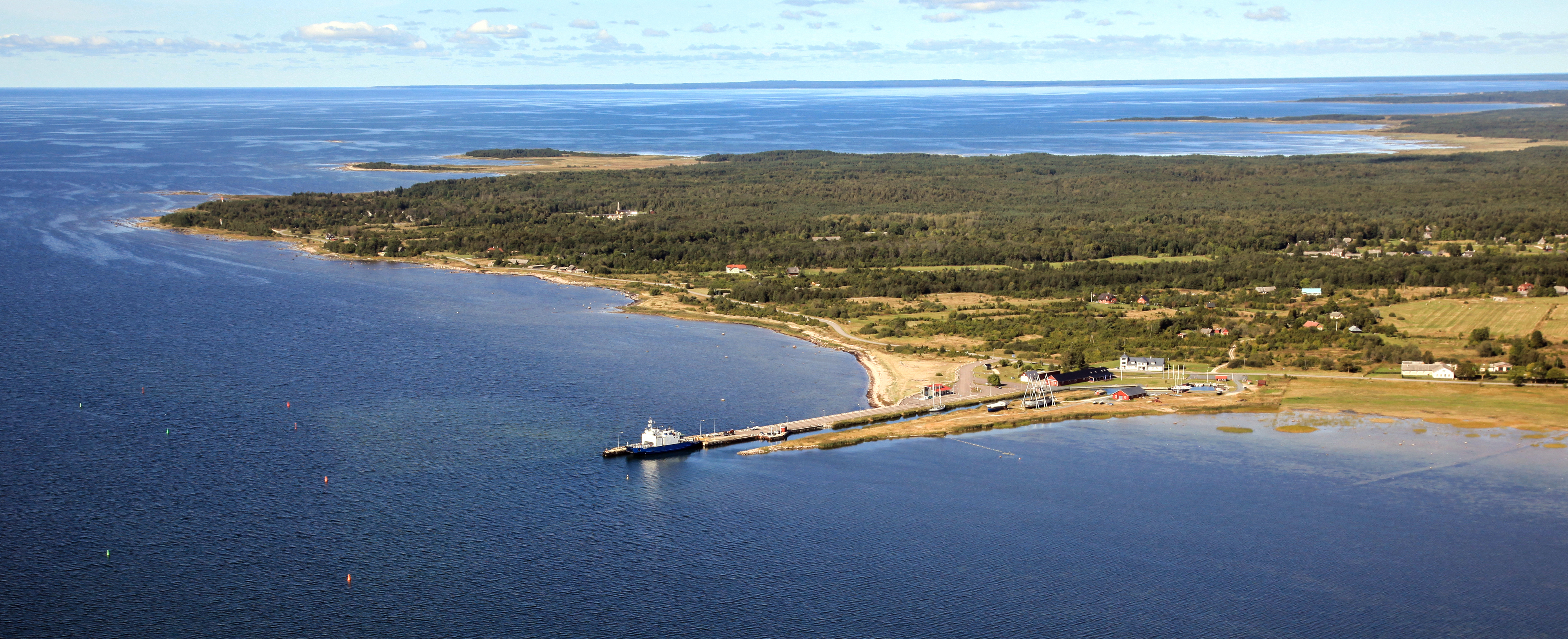
Sõru hamn.
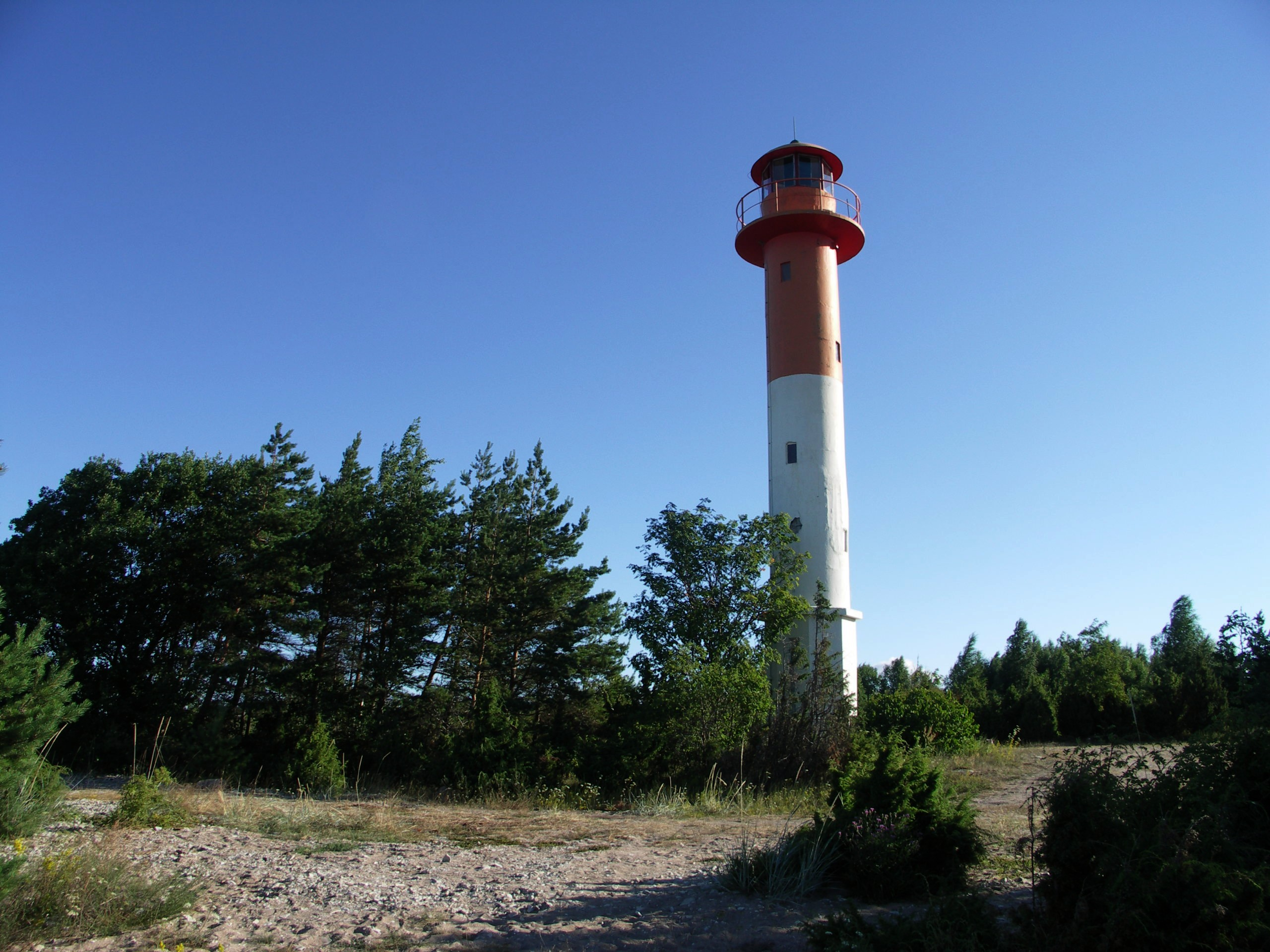
Sõru övre fyrtorn i byn Hindu.
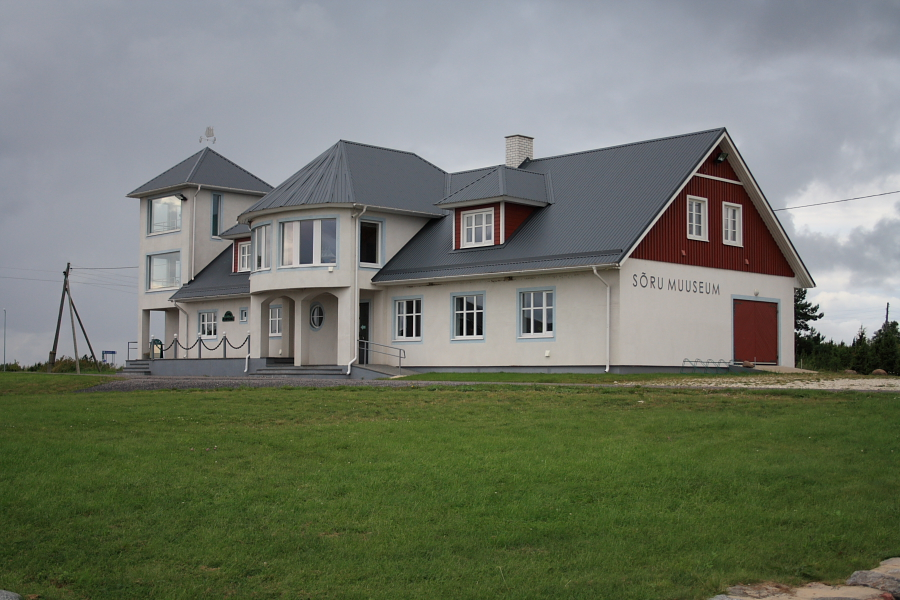
Sõru museum i byn Pärna.